# Ингалы
Ингалы — село в Большереченском районе Омской области. Административный центр Ингалинского сельского поселения.

## История
Основано в 1600 г. В 1928 году состояло из 241 хозяйства, основное население — русские. Центр Ингалинского сельсовета Большереченского района Тарского округа Сибирского края.

## Население
| 1926 | 2002  | 2010  | 2021 |
| ---- | ----- | ----- | ---- |
| 1274 | ↗1351 | ↘1117 | ↘808 |

Национальный состав
Согласно результатам переписи 2002 года, в национальной структуре населения русские составляли 91 %.